# Geotrigona
Geotrigona (лат.) — род безжальных пчёл, из трибы Meliponini семейства Apidae. Не используют жало при защите. Хотя жало у них сохранилось, но в сильно редуцированном виде. Описан бразильским гименоптерологом Jesus Santiago Moure (1912—2010) в 1943 году.

## Распространение
Неотропика: от Мексики до Аргентины и Парагвая.

## Классификация
Известно около 20 видов. Первоначально таксон был описан в качестве подрода рода Trigona.
- Geotrigona acapulconis (Strand, 1919)
- Geotrigona aequinoctialis (Ducke, 1925)
- Geotrigona argentina Camargo & Moure, 1996
- Geotrigona chiriquiensis (Schwarz, 1951)
- Geotrigona fulvatra Camargo & Moure, 1996
- Geotrigona fulvohirta (Friese, 1900)
- Geotrigona fumipennis Camargo & Moure, 1996
- Geotrigona kaba Gonzalez & Sepúlveda, 2007
- Geotrigona mombuca (Smith, 1863) typus
- Другие виды